# Xã Pepperton, Quận Stevens, Minnesota
Xã Pepperton (tiếng Anh: Pepperton Township) là một xã thuộc quận Stevens, tiểu bang Minnesota, Hoa Kỳ. Năm 2010, dân số của xã này là 134 người.